# Wilhelm Dieckmann (Widerstandskämpfer, 1893)
Wilhelm Dieckmann (* 17. Juli 1893 in Stotel, Kreis Geestemünde; † 13. September 1944 in Berlin) war ein deutscher Offizier (Hauptmann d. R.), Archivar im Reichsarchiv Potsdam und Widerstandskämpfer gegen den Nationalsozialismus.

## Leben und Wirken
Dieckmann wurde 1893 als Sohn des Superintendenten Heinrich Dieckmann und dessen Frau geboren. Nach dem Abitur studierte er von 1912 bis 1914 Theologie, Philosophie und Geschichte an der Universität Leipzig, der Friedrich-Wilhelms-Universität zu Berlin und der Georg-August-Universität Göttingen. Während seines Studiums wurde er Mitglied beim Verein Deutscher Studenten Göttingen. Im Ersten Weltkrieg diente er als Leutnant. Von 1920 bis 1922 studierte er Notarwissenschaften, Nationalökonomie und Geschichte in Berlin. Er trat in den Staatsdienst ein und wurde schließlich in der wirtschaftlichen Abteilung im Reichsarchiv in Potsdam beschäftigt, später dann in die Forschungsanstalt für Kriegs- und Heeresgeschichte übernommen und bis in den Rang eines Oberregierungsrates (1936) befördert. Neben seiner archivarischen Tätigkeit leistete er Wehrübungen im Potsdamer Infanterie-Regiment 9 und wurde 1935 zum Oberleutnant und 1938 zum Hauptmann der Reserve befördert. 1939 wurde er Kommandeur des Infanterie-Bataillons 477.
Durch seine Arbeit lernte Dieckmann Erika Freiin Mertz von Quirnheim kennen, die älteste Tochter des Generalleutnants und Präsidenten des Reichsarchivs Hermann Mertz von Quirnheim, die er schließlich heiratete. Aus der Ehe gingen drei Töchter und ein Sohn hervor.
Nach der Machtübernahme der Nationalsozialisten 1933 ging Dieckmann rasch auf Distanz zum neuen Regime. Er wurde Mitglied der Bekennenden Kirche und war seit 1935 im Widerstand aktiv. Durch seinen Schwager Oberst Albrecht Ritter Mertz von Quirnheim kam er in Kontakt mit der Offiziersverschwörung um Oberst Claus Schenk Graf von Stauffenberg, die im Staatsstreichunternehmen vom 20. Juli 1944 mündete. Kurz nach dem Scheitern des Umsturzversuches wurde Dieckmann von der Gestapo verhaftet. Nach brutalen Verhören wurde er am 13. September 1944 im Zellengefängnis Lehrter Straße in Berlin von Angehörigen der Gestapo erschossen. Seine Kinder Waltraud (7 Jahre), Dorothea (11 Jahre) und Arnd-Heinrich (13 Jahre) internierten die Nationalsozialisten von Anfang September 1944 bis Anfang Oktober 1944 im Kinderheim im Borntal in Bad Sachsa.
Seine Schwägerin Gudrun Mertz von Quirnheim war mit dem Generalmajor der Wehrmacht und – später – der Kasernierten Volkspolizei Otto Korfes verheiratet. Korfes wurde 1943 als russischer Kriegsgefangener nach der Schlacht von Stalingrad Gegner des NS-Regimes und gehörte als führendes Mitglied dem Nationalkomitee  „Freies Deutschland“ (NKFD) an. In Radiosendungen forderte er seitdem die NS-Wehrmacht zur Niederlegung der Waffen auf. Seine Ehefrau Gudrun Korfes wurde deswegen zum Kriegsende in Sippenhaft genommen.

## Schriften
- Die deutsche Holzverkohlungsindustrie in der Kriegswirtschaft, Diss. Uni. Berlin 1923, OCLC 246518880.
- mit Otto Korfes: Die militärische, wirtschaftliche und finanzielle Rüstung Deutschlands von der Reichsgründung bis zum Ausbruch des Weltkrieges, Berlin 1930 (Kriegsrüstung und Kriegswirtschaft, Bd. 1, erschienen als Ergänzungsband zu: Der Weltkrieg 1914 bis 1918. Die militärischen Operationen zu Lande)
- Die Behördenorganisation in der deutschen Kriegswirtschaft 1914–1918, Hamburg 1937 (Schriften zur kriegswirtschaftlichen Forschung und Schulung), OCLC 213588268.
- Moltke, Berlin 1938 (Hilgers Deutsche Bücherei, 618), OCLC 72495610.
- Deutsche Rohstoffwirtschaft im Weltkriege, in: Wirtschaftskrieg. Die Wirtschaft als Kampfträger und Kampfobjekt im totalen Kriege, Berlin 1938 (Schriftenreihe der Deutschen Wirtschaftszeitung, 6), 45–57, OCLC 249989543.